# 코스타스 치미카스
콘스탄티노스 치미카스 (Konstantinos Tsimikas, 1996년 5월 12일 ~ )는 그리스의 축구 선수이며, 리버풀에서 레프트 백로 뛰고 있다.
2020년 8월 10일 리버풀은 코스타스 치미카스의 영입을 발표했다. 언론 보도에 따르면 이적료는 1175만 파운드이다.

## 수상 내역

#### 올림피아코스
- 그리스 슈퍼 리그 : 2015–16, 2019–20
- 그리스 컵 : 2019–20

#### 리버풀
- FA컵 : 2021-22
- EFL컵 : 2021-22, 2023-24

### 개인
- 그리스 리그 올해의 자국 선수 : 2019–20
- 그리스 리그 올해의 팀 : 2019–20